# Scytodes itzana
Espèce
Scytodes itzana est une espèce d'araignées aranéomorphes de la famille des Scytodidae.

## Distribution
Cette espèce est endémique du Mexique. Elle se rencontre au Yucatán, au Chiapas, en Oaxaca, au Veracruz, au Puebla, au Querétaro, en Hidalgo et au San Luis Potosí.

## Description
Le mâle décrit par Rheims, Brescovit et Durán-Barrón en 2007 mesure 3,90 mm et la femelle 5,30 mm, les mâles mesurent de 3,80 à 4,10 mm et les femelles de 4,40 à 5,50 mm.

## Étymologie
Son nom d'espèce lui a été donné en référence au lieu de sa découverte, Chichén Itzá.

## Publication originale
- Chamberlin & Ivie, 1938 : Araneida from Yucatan. Carnegie Institution of Washington publication, vol. 491, p. 123-136.